# ليزلي اندروز
ليزلي اندروز (بالإنجليزية: Leslie Andrews)‏ هي كاتِبة وممثلة أمريكية، ولدت في 18 أغسطس 1981 في الولايات المتحدة.

## وصلات خارجية
- ليزلي اندروز على موقع IMDb (الإنجليزية)
- ليزلي اندروز على موقع روتن توميتوز (الإنجليزية)
- ليزلي اندروز على موقع أول موفي (الإنجليزية)
- ليزلي اندروز على موقع قاعدة بيانات الفيلم (الإنجليزية)